# Баранкиля
Баранкѝля (на испански: Barranquilla) е град в Колумбия.
Разположен е в северната част на страната на брега на Карибско море и устието на река Магдалена. Главен административен център на департамент Атлантико. С население 1 386 895 жители (по преброяването през 2005 г.) е на 4-то място в Колумбия след столицата Богота, Меделин и Кали.
Основан е на 7 април 1813 г.
Най-важното пристанище на страната. Текстилна, обувна, хранителна и кораборемонтна промишленост. Износ на нефт и кафе.

## Личности
родени в Баранкиля
- Шакира (р.1977), колумбийска поппевица
- София Вергара (р. 1972), актриса, ТВ водеща и модел

## Побратимени градове
|  | Държава   | Град         |
|  | Аржентина | Буенос Айрес |
|  | САЩ       | Тампа        |
|  | Китай     | Нанкин       |
|  | --------- | ------------ |